# Bamio
San Xinés de Bamio (en gallego, y de forma oficial San Xens de Bamio) es una parroquia del municipio de Villagarcía de Arosa, en la provincia de Pontevedra, en la comunidad autónoma de Galicia, España.

## Situación
Está en la carretera de costa de Salnés, la carretera que une El Grove con Puentecesures.
A las zonas altas de Bamio es mejor llegar por la carretera antigua, ya que esa carretera se aleja más del mar al igual que las casas.
Pero para la zona sur, la zona con mar y playa, la famosa playa en la parroquia, playa de Bamio, ya que Bamio es una de las pocas parroquias de Villagarcía de Arosa con playa. Bueno mejor por la carretera nueva, ya que comunica esa zona hacia el sur con Villagarcía de Arosa y hacia el norte con Puentecesures.
En cuanto a la situación con Villagarcía, Bamio está al norte de la ciudad, saliendo por la ya nombrada carretera de El Grove a Puentecesures.

## Población
La población de Bamio era, en 2009, 1.405 habitantes, distribuidos por sexos en 670 hombres y  735 mujeres.
La población, al igual que en la mayoría de las parroquias de Villagarcía de Arosa, está bajando según pasan los años. Ha bajado desde 1999 hasta 2009, en 10 años, en 84 habitantes, en un descenso bajo.
La población de Bamio, está distribuida en 9 entidades de población.

### Bamio, elMonte Xiabrey laRía de Arosa
Bamio está a los pies del imponente Monte Xiabre, al igual que la mayor parte de las parroquias villagarcianas.
En este caso Bamio se sitúa al oeste del Monte Xiabre, entre este y el mar, entre este y más exactamente la Ría de Arosa, ya que la ría en la que se encuentra Bamio es esa.
Algunas zonas de Bamio quedaron muy cerca de los incendios en la Oleada de incendios forestales en Galicia 2006, algunas fincas llegaron a ser calcinadas, las más cercanas al Monte Xiabre, el cual se quemó en gran parte en esa gran catástrofe.

## Fiestas
Las fiesta de propias de Bamio son:
En honor a San Juan Bautista, San Antonio de Padua y San Ginés (patrón del pueblo), en las fechas del 24 y 25 de junio.
En honor a San Roque a finales del mes de agosto.